# Astřička novobelgická

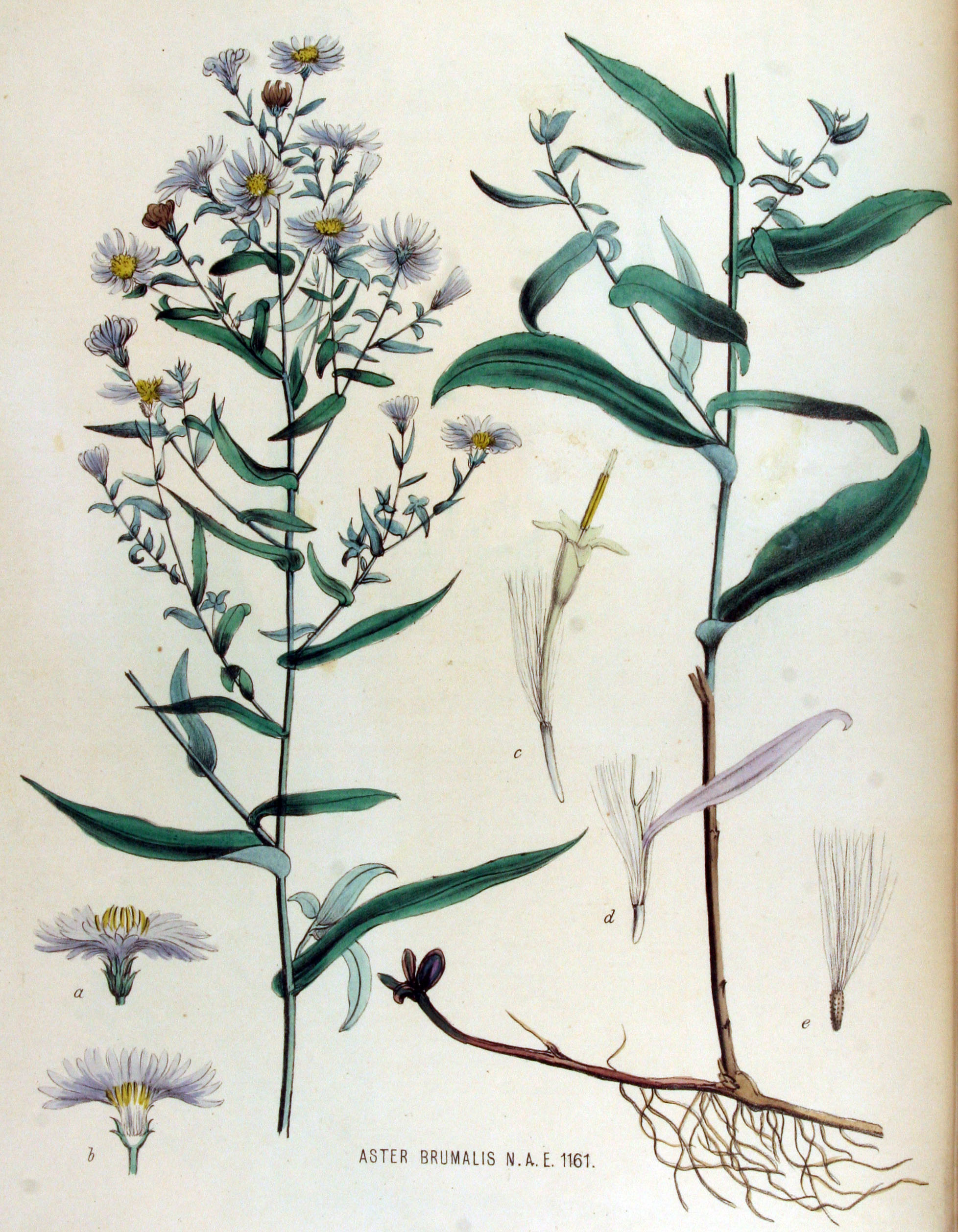
Zobrazení rostliny

Astřička novobelgická (Symphyotrichum novi-belgii) je vytrvalá, okrasná rostlina původem ze Severní Ameriky, kterou v 18. století dovezli do Evropy. Byla vysazována do zahrad, odkud se dostávala, semena větrem a oddenky s rostlinným odpadem, do volné přírody, v níž nemá přirozených nepřátel. Samostatný rod astřička (Symphyotrichum) vznikl vydělením asi 90 druhů, hlavně severoamerických a jihoamerických, z velmi širokého rodu hvězdnice (Aster).

## Rozšíření
Bylina pochází ze severoamerického východního pobřeží Kanady a Spojených států, z prostoru mezi pobřežím Atlantského oceánu a Appalačským pohořím, kde roste na mokrých, často slaných půdách. Lidským přičiněním byla rozšířena i do blízkého Mexika, na některé ostrovy v Karibiku, na jih Austrálie, na Nový Zéland a téměř do celé Evropy.
Původně byla jako nenáročná, na podzim kvetoucí květina vysazovány do zahrad, odkud zplaněla do volné přírody, kde se někdy kříží s dalšími severoamerickými druhy se stejným osudem. V české krajině byla zaznamenána již roku 1850 a v současnosti je považována za invazní druh. Dosud se příliš nešíří, maximum jejího výskytu je v okolí velkých měst (Praha, Brno).

## Ekologie
Mimo zahrad ji lze spatřit na rumištích, skládkách odpadu ze zahrad, na březích vodních toků nebo nádrží a při okrajích lužních lesů, kde nachází mírně vlhké, humózní a na živiny bohaté půdy, snáší mráz do -28 °C. Požaduje vzdušnou půdu a má určité požadavky na živiny a vodu, hlavně na konci jara při zakládaní lodyh. Nejvíce kvete na plném slunci, snese však i polostín. Rostliny začínají rašit v dubnu a kvetou od srpna do října, nástup kvetení je závislý na délce dne. Všeobecně platí, že za dlouhého dne dochází k prodlužování výhonů a jejich větvení, zatímco nástup krátkého dne spouští tvorbu květů.

## Popis
Vytrvalá, dlouhověká bylina s přímými, lysými, v horní půli se silně větvícími se lodyhami vysokými 0,4 až 1,2 m. Jsou střídavě porostlé přisedlými, tmavě zelenými, tuhými, široce kopinatými či eliptickými listy až 20 cm dlouhými a 4 cm širokými, které jsou na bázi zúžené, na konci špičaté a po obvodě celokrajné nebo jemně pilovité, směrem vzhůru se listy zmenšují. Přízemní listy rostou v růžici, mají dlouhé řapíky a v době květu již uvadají. Rostlina vyrůstá z nehluboko uloženého kořenového systému tvořeného rozvětveným, výběžkatým oddenkem s mnoha jemnými kořínky.
Na vrcholu lodyh je řídké latovité nebo chocholičnaté květenství složeno z mnoha květních úborů o velikosti 2,5 cm. Úbor bývá sestaven ze 30 až 60 diskových kvítků a z 15 až 35 jazykovitých. Oboupohlavné trubkovité kvítky v disku mají pět žlutých korunních lístků srostlými s pěti tyčinkami a do trubičky srostlé prašníky se čnělkou s dvouramennou bliznou a spodní semeník obklopený nektarovými žlázkami. Obvodové kvítky s modrými ligulami mají pouze samičí orgány. Zvonkovitý zákrov je dvou nebo třířadý, listeny má lysé, stejně dlouhé a na koncích špičaté.
Kvítky jsou samosprašné a po jejich opylení hmyzem se vytvoří plody, Jsou to hnědé, obvejčité nažky asi 2 mm velké s okrově žlutým, 5 mm dlouhým chmýrem.

## Taxonomie
Kolem astřičky novobelgické je skupina velmi podobných druhů, (tzv. agregát druhu (agg.)) které v širším pojetí (sensu lato) astřičky novobelgické mohou být pokládány za její součást.
Jsou to druhy:
- astřička novobelgická (Symphyotrichum novi-belgii (L.) G. L. Nesom),
- astřička hladká (Symphyotrichum laeve (L.) A. Löve et D. Löve),
- astřička kopinatá (Symphyotrichum lanceolatum (Willd.) G. L. Nesom),
- astřička malokvětá (Symphyotrichum parviflorum (Nees) Greuter),
- astřička ojíněná (Symphyotrichum praealtum (Poir.) G. L. Nesom),
- astřička drobnokvětá (Symphyotrichum tradescantii (L.) G. L. Nesom),

a dále kříženci:
- astřička vrbovitá (Symphyotrichum ×salignum (Willd.) G. L. Nesom) (Symphyotrichum lanceolatum × S. novi-belgii),
- astřička různobarvá (Symphyotrichum ×versicolor (Willd.) G. L. Nesom (Symphyotrichum laeve × S. novi-belgii),
- astřička nízká (Symphyotrichum dumosum × S. novi-belgii).[1][8]

## Rozmnožování

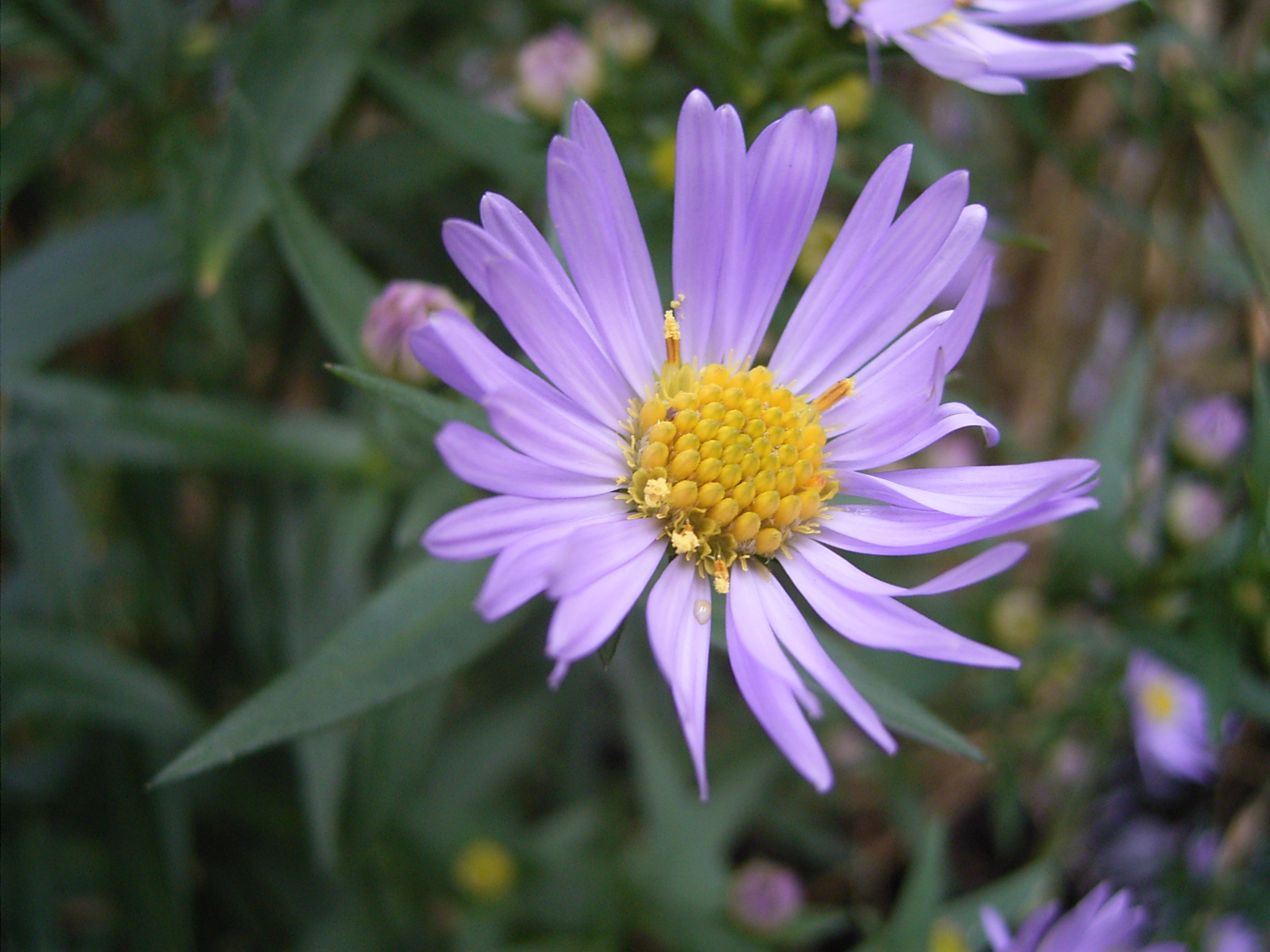
Květ

Přirozené rozmnožování probíhá rozrůstáním oddenku nebo vznikem nových rostlin ze semen rozptylovaných větrem. Vyšlechtěné odrůdy jsou dílem lidské činnosti a jejích speciální vlastnosti se musí dále uměle zajišťovat. U generativně množených odrůd je nutno pro získání rostlin se stejnými vlastnostmi zajišťovat osivo pravidelným křížením rodičovských druhů. Vegetativně množené odrůdy jsou klonem vybrané rostliny, množí se nejčastěji řízky odebíranými z matečních rostlin nebo ve specializovaných zahradnických podnicích metodou in vitro.
Jednotlivé odrůdy se odlišují výškou, větvením, rozrůstáním, tvarem a počtem listů, zákrovem, velikost úborů a množstvím květů v nich, velikosti, tvarem a barvou paprsků vnějších květů, nástupem a dobou kvetení, odolností proti suchu, mokru, plísním a živočišným škůdcům atd. V současnosti je jen v ČR evidováno přes 25 odrůd, v celé Evropě jich je několik set a jejich počty stále narůstají.

## Význam
Astřička novobelgická je nejčastěji pěstovaným druhem tzv. „podzimních aster“. V zahradách se však nepěstuje původní druh, ale vyšlechtěné odrůdy, která vznikly většinou křížením s druhy Symphyotrichum lanceolatum, Symphyotrichum laeve a Symphyotrichum dumosum nebo výběrem z nejrůznějších přirozených mutantů. Jsou rostliny vyšlechtěné pro pěstování na venkovních záhonech a jiné skleníkové používané k řezu. Seřezávají se v době, kdy jsou otevřeny dva až tři venkovní kruhy žlutých trubkovitých kvítků. Rostliny rostoucí ve volné přírodě jsou většinou výsledkem neřízeného křížení zplanělých, původně vyšlechtěných odrůd.

## Galerie

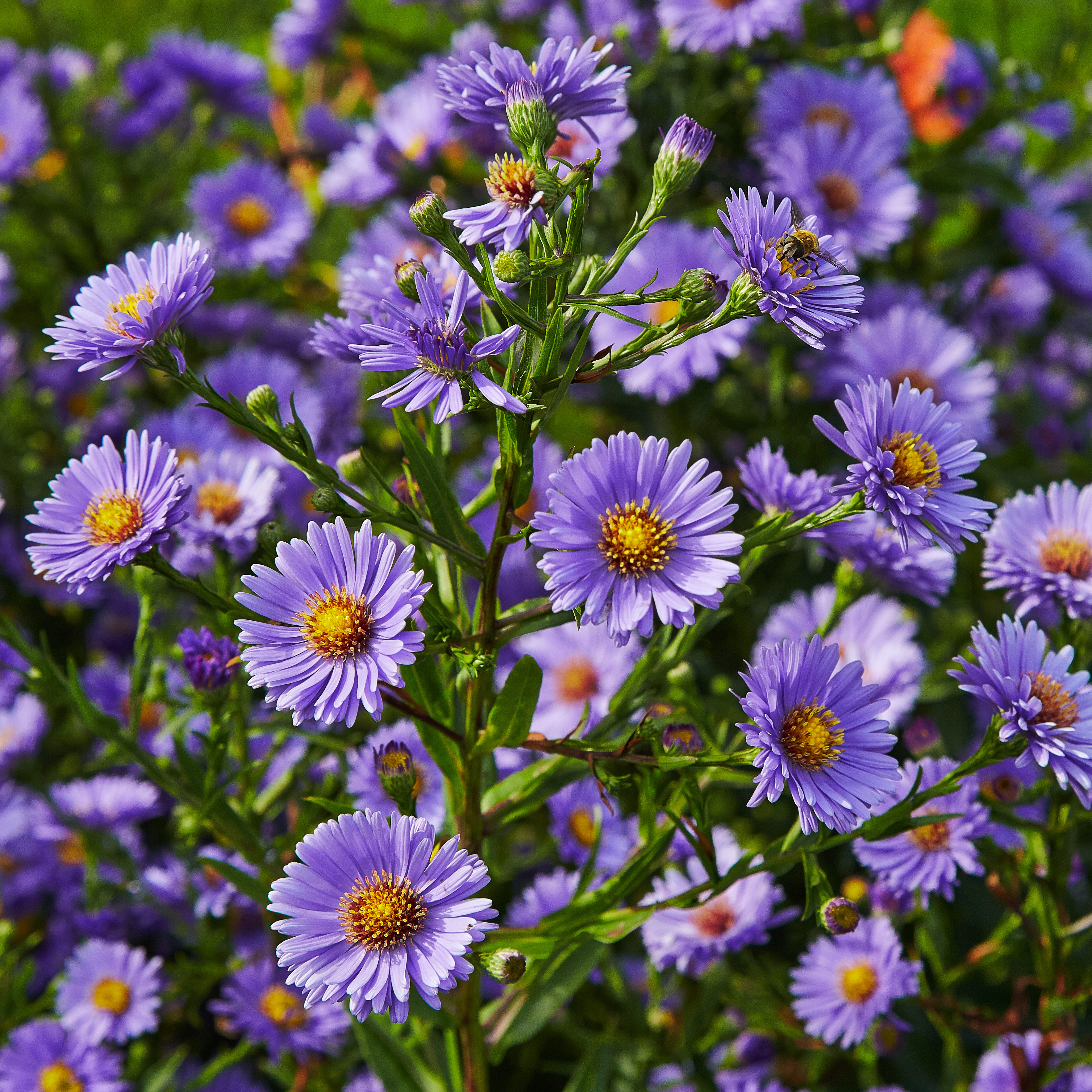
Kvetoucí rostlina
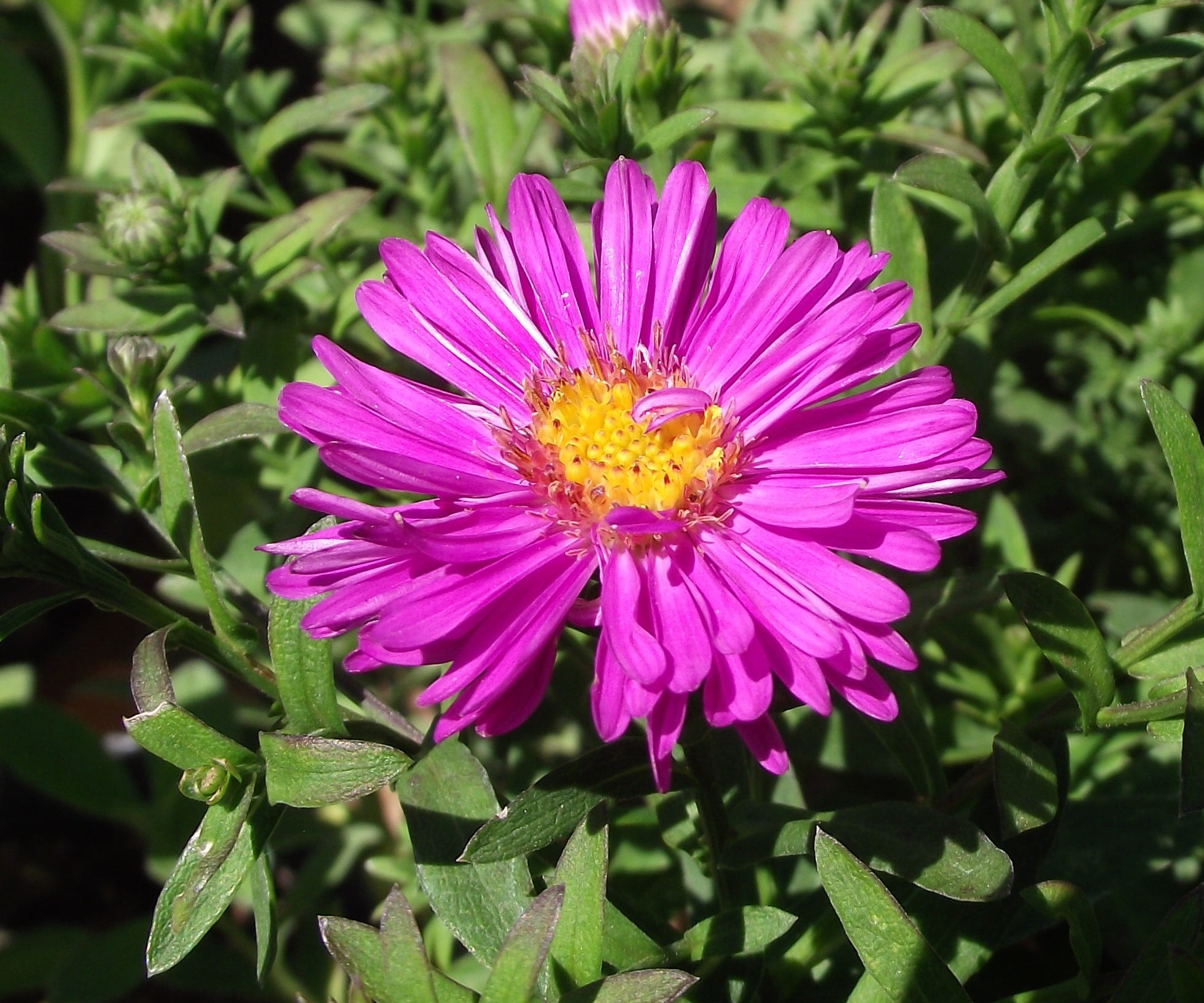
Narůžovělý kultivar
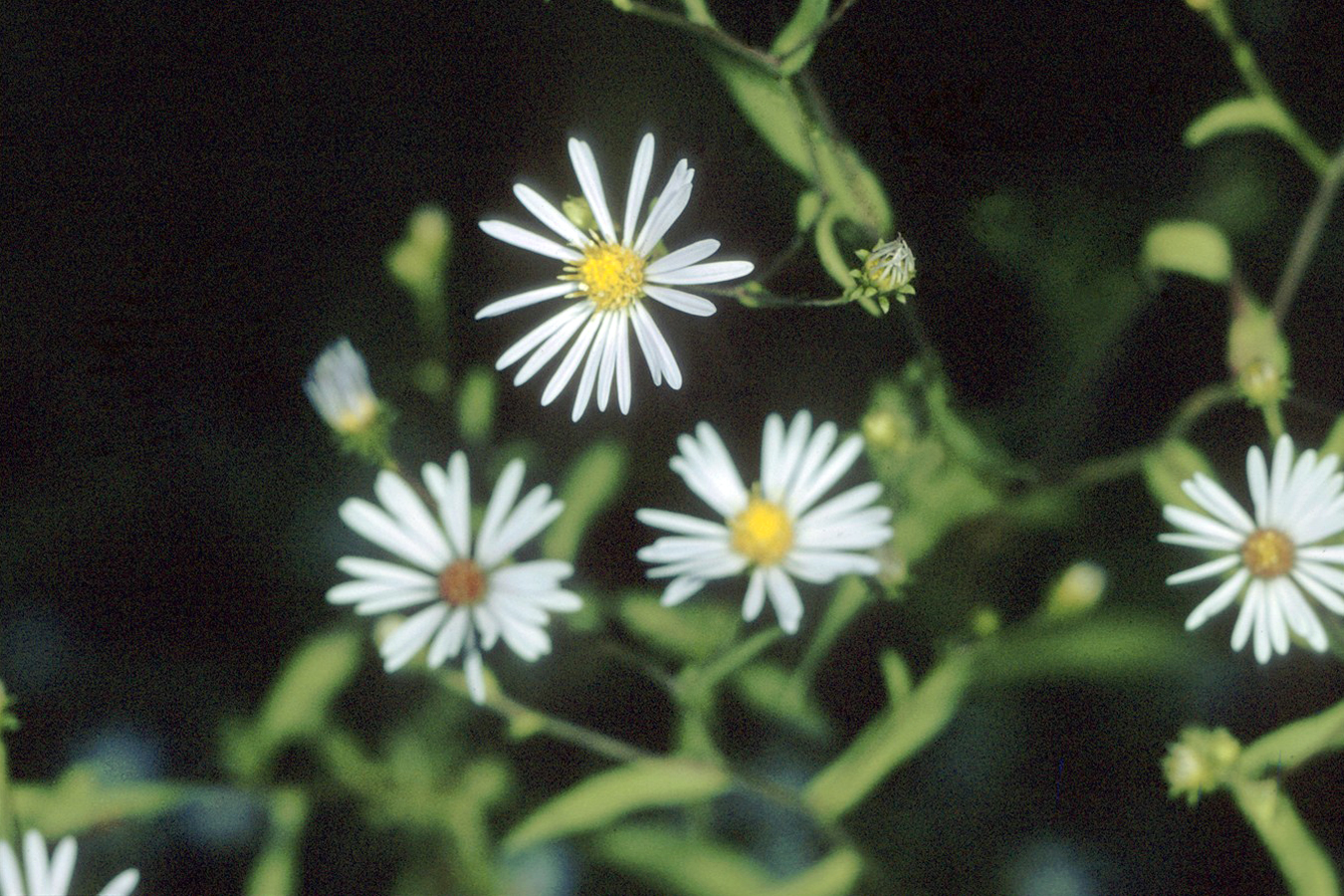
Bílý kultivar
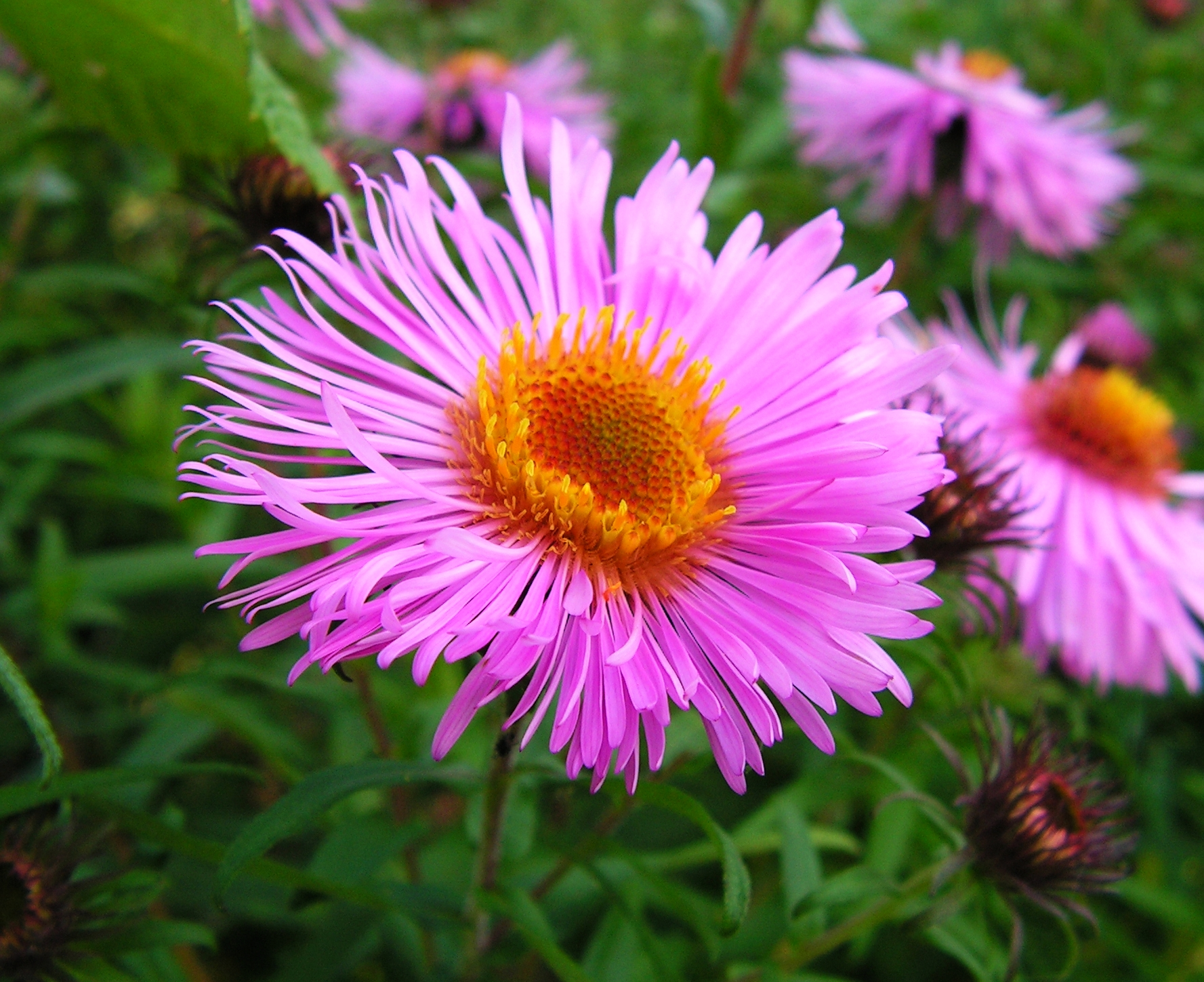
Kultivar s třásnitými ligulami